# Antikenhalle (Speyer)
Die Antikenhalle ist ein klassizistisches Profangebäude in Speyer, es wurde nachträglich zum Ehrenmal des 2. Königlich Bayerischen Pionier-Bataillons umgewidmet. 

## Geschichte

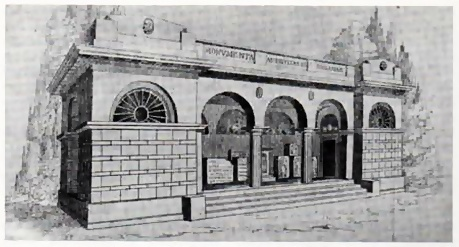
Zeichnung Johann Philipp Mattleners, der von ihm erbauten Antikenhalle (mit innen sichtbaren Steindenkmälern)

Der historisch sehr interessierte Regierungspräsident des bayerischen Rheinkreises, Joseph von Stichaner, initiierte Anfang des 19. Jahrhunderts den Bau eines repräsentativen Gebäudes, in dem die öfter gemachten, antiken Bodenfunde des Gebietes aufbewahrt und ausgestellt werden könnten. Hauptsächlich sollte es ein Lapidarium sein und man bezeichnete es anfangs auch als Antiquarium des Rheinkreises.
Johann Philipp Mattlener, staatlicher Bauconducteur und Schüler von Friedrich Weinbrenner (1766–1826), fertigte den Entwurf zur Antikenhalle und erbaute sie 1826, nördlich des Speyerer Domes, im Stil des Klassizismus. Der Gelehrte Friedrich Thiersch besuchte die Stätte und schrieb darüber 1838:

„Das Antiquarium, durch die einsichtsvolle Thätigkeit des durch seine Kunde der Alterthümer berühmten, früheren k. Regierungspräsidenten von Stichaner gegründet und in einem eigens dafür errichteten Gebäude aufgestellt, überraschte mich durch die Fülle und Bedeutung der sämtlich im Rheinkreise gefundenen Alterthümer, in Thon, Stein, Marmor und Bronce...“

Schon nach ca. 30 Jahren reichte der Platz nicht mehr aus um die vielen Funde zu bergen und würdig auszustellen, weshalb man an die Einrichtung eines Museums ging und die Sammlung schließlich dort auslagerte. Sie bildete später den Grundstock der frühgeschichtlichen Abteilung des Historischen Museums der Pfalz.    

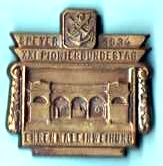
Abzeichen zum XXI. Bayerischen Pionier-Bundestag, Speyer 1934, mit Motiv der Antikenhalle als Ehrenmal des 2. Pionierbataillons

Als der Deutsch-Französische Krieg 1870/71 vorüber war, stellte man in dem Bauwerk erbeutete Geschütze als Siegestrophäen aus und es bürgerte sich auch der volkstümliche Name Kanonenhalle ein.
Nach dem Ersten Weltkrieg stand die Antikenhalle leer und erfüllte keinen praktischen Zweck mehr. 1930 widmete man das künstlerisch bedeutsame Gebäude zum Ehrenmal des ehemals in Speyer beheimateten 2. Königlich Bayerischen Pionier-Bataillons um. Man stellte in der Halle einen diesbezüglichen Gedenkstein auf und ließ außen eine ebensolche Inschrift anbringen. Die äußere Inschrift lautet: „DEN TOTEN DES K. BAY. 2. PIONIER BATL. ZUM GEDÄCHTNIS“, die innere, auf dem Gedenkstein: „ES FIELEN FÜRS VATERLAND 48 OFFZ. 1742 UNTEROFFZ. U. PIONIERE, 1914 – 1918“. Auf dem Gedenkstein wurden außerdem die Metallskulpturen eines Pionieremblems (Anker, Spaten und Pickel) sowie eines deutschen Stahlhelms Modell 1916 befestigt. Innen in den Seitenräumen platzierte man Steintafeln mit den Namen der Gefallenen. Die offizielle Denkmaleinweihung fand anlässlich des XXI. Bayerischen Pionier-Bundestages 1934 statt, zu dem ein Erinnerungsabzeichen mit Abbildung der Antikenhalle verausgabt wurde. Nach dem Zweiten Weltkrieg erhielt der Gedenkstein die zusätzliche Inschrift  „UNSEREN GEFALLENEN UND DEN OPFERN DES 2. WELTKRIEGS, 1939 – 1945“.

## Baubestand
Es handelt sich um eine nach Süden größtenteils offene, rechteckige Halle. Sie steht im Domgarten, nördlich des Speyerer Domes, an Stelle der 1689 untergegangenen St.-Nikolaus-Kirche, deren Ruine 1825 abgebrochen wurde. Die Hauptfassade befindet sich an der südlichen Längsseite. Sie weist zum Dom hin eine durch Säulenarkaden gegliederte dreiteilige Loggia auf. Eingerahmt ist dieser Mittelteil, östlich und westlich von zwei risalitartig vorspringenden Pylonen mit Halbbogenfenstern. Bekrönt wird das Ensemble durch eine niedrige Zierbrüstung aus gelbem Sandstein, die an den beiden Eckteilen höher, sowie leicht bogig ist und zwei stilisierte Löwenköpfe aufweist. Der Frontteil der Dachbrüstung zeigt eine dreifache Untergliederung, wobei man im mittleren Feld 1930 die bronzene Widmungsinschrift für das 2. Bayerische Pionierbataillon anbrachte. Die Halle steht auf einem Sandsteinsockel, der zu den offenen Bögen hin eine breite Freitreppe von 3 Stufen besitzt. Das Gebäude ist weiß verputzt bzw. gestrichen, alle Zierteile und der Sockel sind aus naturbelassenem, gelbem Haardt–Sandstein gefertigt.
Innen steht mittig, an der Rückwand, der rechteckige Pionier-Gedenkstein. Rechts und links davon  hängen zwei Metallschilde mit dem Bayerischen Staatswappen bzw. dem alten Reichswappen, in beiden Seitenräumen befinden sich Inschrifttafeln der Gefallenen. Die Arkaden sind heute vergittert, so dass man in die Halle nur hineinsehen, sie aber nicht betreten kann.